# Iolaus aphnaeoides
Iolaus aphnaeoides (tên tiếng Anh: Yellow-banded Sapphire) là một loài bướm thuộc họ Lycaenidae. Đây là loài đặc hữu của Nam Phi, nơi nó có ở vùng rừng châu Phi ở West Cape, dọc theo chân đồi phía nam Winterberge, từ Bedford tới Stutterheim và các khu rừng ở độ cao thấp phía bắc Port St. Johns.
Sải cánh khoảng 26–28 mm đối với con đực và 27–29 mm đối với con cái. Cá thể trưởng thành mọc cánh từ tháng 10 tới tháng 1. Mỗi năm loài này có một thế hệ.
Ấu trùng ăn các loài Tapinanthus kraussianus.